# Larry Morey
Lawrence L. Morey (ur. 26 marca 1905, zm. 8 maja 1971) – amerykański autor tekstów piosenek i scenarzysta. Był współautorem kilku najpopularniejszych piosenek do filmów Walta Disneya z lat 30. i 40. XX wieku, w tym „Heigh-Ho”, „Some Day My Prince Will Come” i „Whistle While You Work”. Był także odpowiedzialny za adaptację książki Felixa Saltena Bambi: opowieść leśna na potrzeby filmu Disneya Bambi z 1942 roku.

## Życiorys
Urodził się w Los Angeles w Kalifornii w 1905, rodząc się z wadą szkieletu kończyn. Jego lewa ręka nie była w pełni uformowana, co spowodowało, że matka odrzuciła go zaraz po urodzeniu, mówiąc, że „nigdy niczego nie osiągnie”. Porzuciła go pod opieką ojca, George'a T. Moreya, podróżującego muzycznego brzuchomówcy. Kiedy miał zaledwie sześć lat, ojciec zostawił go w pensjonacie w Los Angeles i wyruszył w trasę koncertową po Kalifornii.
Morey studiował na uniwersytecie UCLA, a następnie pracował dla Warner Bros. i Paramount, dla których napisał tekst do piosenki „The World Owes Me a Living”, skomponowanej przez Leigha Harline’a i zaśpiewanej przez Shirley Temple w filmie Teraz i zawsze (1934). Dołączył do Walt Disney Productions w 1933 roku i napisał piosenki do kilku krótkometrażowych filmów animowanych, w tym Mądra kurka (1934) i Konik polny i mrówki (1934). Współpracując z kompozytorem Frankiem Churchillem, napisał w 1937 roku około 25 piosenek do pierwszego pełnometrażowego filmu animowanego Disneya, Królewna Śnieżka i siedmiu krasnoludków. Osiem ich piosenek wykorzystano w filmie, w tym „Heigh-Ho”, „Some Day My Prince Will Come”, „Whistle While You Work” i „I'm Wishing”, a film był nominowany do Oscara w kategorii Najlepsza oryginalna ścieżka dźwiękowa.
W 1938 roku Morey współpracował z kompozytorem Albertem Hayem Malottem przy piosence tytułowej do filmu Byczek Ferdynand, który zdobył Oscara w kategorii najlepszy krótkometrażowy film animowany, a w 1941 roku pracował z Frankiem Churchillem nad ścieżką dźwiękową do filmu O smoku, który nie chciał walczyć. W kolejnym roku on i Perce Pearce byli odpowiedzialni za adaptację książki Bambi: opowieść leśna i nakręcenie filmu animowanego Bambi. Razem z Churchillem Morey odpowiadał za muzykę do filmu, która wraz z piosenką „Love Is a Song” została nominowana do Oscara. W 1949 roku otrzymał kolejną nominację do Oscara, wspólnie z kompozytorem Eliotem Danielem, za piosenkę „ Lavender Blue (Dilly Dilly)”, śpiewaną przez Burla Ivesa w filmie So Dear My Heart.
Morey zmarł w wieku 66 lat w Santa Barbara w Kalifornii w 1971 roku.

## Filmografia
- 1934: Teraz i zawsze (tekst piosenki The World Owes Me a Living)
- 1934: Rozbrykany pies Pluto (kompozytor)
- 1937: Królewna Śnieżka i siedmiu krasnoludków (tekst piosenek One Song, Some Day My Prince Will Come, I'm Wishing, With a Smile and a Song, Whistle When You Work, Heigh-Ho, Bluddle-uddle-um-dum (Dwarfs' Washing and Yodel Song), (Isn't This) A Silly Song)
- 1938: Having Wonderful Time (słowa: Heigh-Ho)
- 1938: Byczek Ferdynand (tekst piosenki Ferdynand the Bull)
- 1940: You'll Find Out (słowa: Heigh-Ho)
- 1941: O smoku, który nie chciał walczyć (kompozytor)
- 1942: Bambi (adaptacja scenariusza i teksty piosenek Love Is A Song, Little April Shower, Let's Sing a Gay Little Spring Song, Looking for Romance (I Bring You a Song))
- 1946: You Won't Be Satisfied Until You Break My Hear (tekst piosenki Whistle While You Work)
- 1948: So Dear to My Heart (autor Stick-To-It-Ivity, tekst piosenki Lavender Blue)
- 1949: Przygody Ichaboda i Pana Ropucha (tekst piosenek Merrily on Our Way, Nowhere in Particular)
- 1967: The Dean Martin Show (odcinek z 30 listopada 1967, tekst piosenki Someday My Prince Will Come)
- 1971: A Safe Place (tekst piosenki Lavender Blue)